# Alfred Austin
Alfred Austin (ur. 30 maja 1835 w Headingley, zm. 2 czerwca 1913 w Ashford) – poeta angielski.
Urodził się w Leeds, studiował w Londynie. Zanim skoncentrował się na literaturze, był praktykującym prawnikiem. W latach 1883–95 wydawał pismo krytyczno-literackie The National Review. W 1896 roku otrzymał funkcję nadwornego poety rodziny królewskiej (Poet Laureate).
Jego największe dzieła to The Season: a Satire (1861) i The Human Tragedy (1862). W 1911 roku opublikował autobiografię. Pisał także sztuki teatralne. W czasach sobie współczesnych miał wielu krytyków, dziś nie jest autorem szeroko znanym.